# 吳重孝
吳重孝（1912年9月27日—1985年9月5日），又譯作吳仲孝，越南共和國政治人物，曾擔任越南第一共和國時期的公民事務部長。1963年11月越南共和國爆發政變，推翻了吳廷琰政權，忠於吳廷琰的吳重孝逃入菲律賓駐西貢大使館尋求庇護，後被大使館移交給南越新政府。70年代吳重孝曾擔任越南共和國眾議員，後於1975年越南共和國政權滅亡時移居美國。

## 生平

### 早年經歷
1912年（一說1910年、1914年）9月27日，吳重孝出生於越南土龍木省萊眺（今屬平陽省）。:292
1936年，吳重孝在法國取得律師執照。:292在法國殖民時期，吳重孝曾为殖民政府財政部工作，擔任金庫總監督。該職務必須由法國人或擁有法國國籍的人擔任，而吳重孝擁有法國國籍和法國式姓名保盧斯·孝（Paulus Hiếu）或保羅·孝（Paul Hiếu）。

### 政治生涯
越南第一共和國成立後，阮玉書向吳廷琰介紹了吳重孝，吳重孝被任命为了越南共和國駐金邊（柬埔寨王國）特別代表（1957年－1959年）。:292在柬埔寨期間，吳重孝因为被聲稱參與了試圖顛覆西哈努克的陰謀而聲名大噪。:205
1963年越南共和國爆發政變，吳廷琰總統被推翻並被殺害。吳重孝逃入菲律賓駐西貢大使館並得到庇護，他聲稱自己的祖父母中有一人为菲律賓人。憤怒的示威者們隨後包圍了菲律賓大使館以尋求逮捕吳重孝。:23111月15日，在菲律賓承認越南共和國新政府，並且新政府保證未經公平審訊前不會使吳重孝受到身體傷害後，菲律賓外長命令駐西貢大使館將吳重孝交於越南共和國當局審訊。11月17日，菲律賓大使館將吳重孝移交給越南共和國當局，吳重孝隨後被關押在志和監獄。
重獲自由後，吳重孝擔任教職，後前往邊和呼狔參與眾議員選舉並獲選。當時有人認为，吳重孝作为吳廷琰忠誠的親信，在北方移民聚集的呼狔參選，所以可以輕鬆獲選。1971年至1975年間，吳重孝擔任邊和選區眾議員。:292

### 流亡
1975年後吳重孝移居海外，定居於美國加利福尼亞州聖何塞。2000年Ngành Mai在《越人日報》上撰文講述吳重孝在金邊國際博覽會上为改良劇團提供幫助的故事，吳重孝夫人向作者提供了吳重孝的照片並告知他已在幾年前過世。

## 個人生活
吳重孝是天主教徒，已婚，有至少四个子女。:292
吳重孝曾幫助學者阮憲黎出版書籍，並與他合作翻譯了戴爾‧卡內基的著作《卡內基溝通與人際關係》（越南語：Đắc nhân tâm）和《如何拋開煩惱並開始生活》（越南語：Quẳng gánh lo đi và vui sống）。:292